# Mauricio Scheleske Sánchez
Mauricio Scheleske Sánchez (Veracruz, 20 de febrero de 1926-Ciudad de México, 16 de febrero de 2016) fue un militar mexicano que se desempeñó como secretario de Marina entre el 1 de diciembre de 1988 y el 18 de julio de 1990 durante la presidencia de Carlos Salinas de Gortari.

## Biografía
Tuvo una carrera notable, a los 16 años entró como cadete a la Heroica Escuela Naval, dada experiencia que acumuló durante su vida en la Armada de México y en su estadía en los diferentes buques de la Armada de México le brindó la posibilidad de obtener con el paso de los años los siguientes ascensos:  En junio de 1952 ascendió a Teniente de Fragata; en 1955, a Teniente de Navío. En 1961, a Capitán de Corbeta; en 1964, a Capitán de Fragata. En 1973, a Contralmirante. En 1978, ascendió a Vicealmirante, y finalmente en 1985, a Almirante del Cuerpo General.
Mauricio Scheleske ganó notoriedad por ser el primer Secretario de Marina en no cumplir un sexenio completo en su cargo desde 1955, la causa oficial de su renuncia en 1990 fueron motivos familiares.